# 李虔
李虔（457年—530年11月6日），字叔恭，陇西郡狄道县（今甘肃省定西市临洮县）人，出自陇西李氏姑臧房，龙骧将军、荥阳郡太守、姑臧穆侯李承第三子，北魏官员。

## 生平
李虔与三个兄弟都为魏孝文帝元宏赐名，太和初年，以中书学生的身份升任祕书中散，又转任冀州骠骑府长史、太子中舍人。魏宣武帝初年，李虔升任太尉从事中郎，外调为清河郡太守，正好遇到京兆王元愉造反，李虔放弃清河郡逃到洛阳朝廷。魏宣武帝听说李虔来了，对左右近臣说：“李虔在冀州多时，恩德信义彰显于众人，今日脱离险境来此，大家的情绪自行缓解。”魏宣武帝于是授予李虔别领军前慰劳事。元愉被平定后，李虔转任长乐郡太守。延昌初年，冀州大乘教教徒举事，朝廷命令李虔以长乐郡太守的身份担任别将，与都督元遥平定了大乘教。李虔后升任后将军、燕州刺史，还朝担任光禄大夫，加号平西将军，兼任大司农卿，又外调为散骑常侍、安东将军、兖州刺史。朝廷追论李虔平定冀州的功劳，赐予他高平男的爵位。李虔回京城后，被授予河南邑中正，升任镇军将军、金紫光禄大夫。魏孝庄帝建义元年六月庚寅（528年7月6日），李虔被授予车骑大将军、仪同三司、特进的官职，加官散骑常侍，又进号骠骑大将军、开府仪同三司。永安三年冬十月癸卯朔（530年11月6日），李虔去世，虚岁七十四，朝廷赠予侍中、都督冀定瀛三州诸军事、骠骑大将军、太尉公、冀州刺史，谥号宣景。

## 家族

### 祖父母
- 李宝，北魏镇北将军、敦煌宣公
- 金城杨氏，前军参军杨袆之女[7][8]

### 父母
- 李承，北魏龙骧将军、荥阳郡太守、姑臧穆侯
- 太原王氏，北魏荆州刺史、长社穆侯王慧龙之女[8]

### 兄弟姐妹
- 李韶，北魏散骑常侍、定州刺史、骠骑大将军、安城文恭伯
- 李彦，北魏抚军将军、秦州刺史
- 李晖仪，嫁北魏东平原郡太守郑平城
- 李蕤，北魏大司农少卿

### 子女
- 李㬇，北魏尚书左外兵郎
- 李昞，北魏员外散骑侍郎、太尉录事参军
- 李晧，北魏散骑侍郎
- 李晓，北齐平西将军、东郡太守